# Philipp Öttl

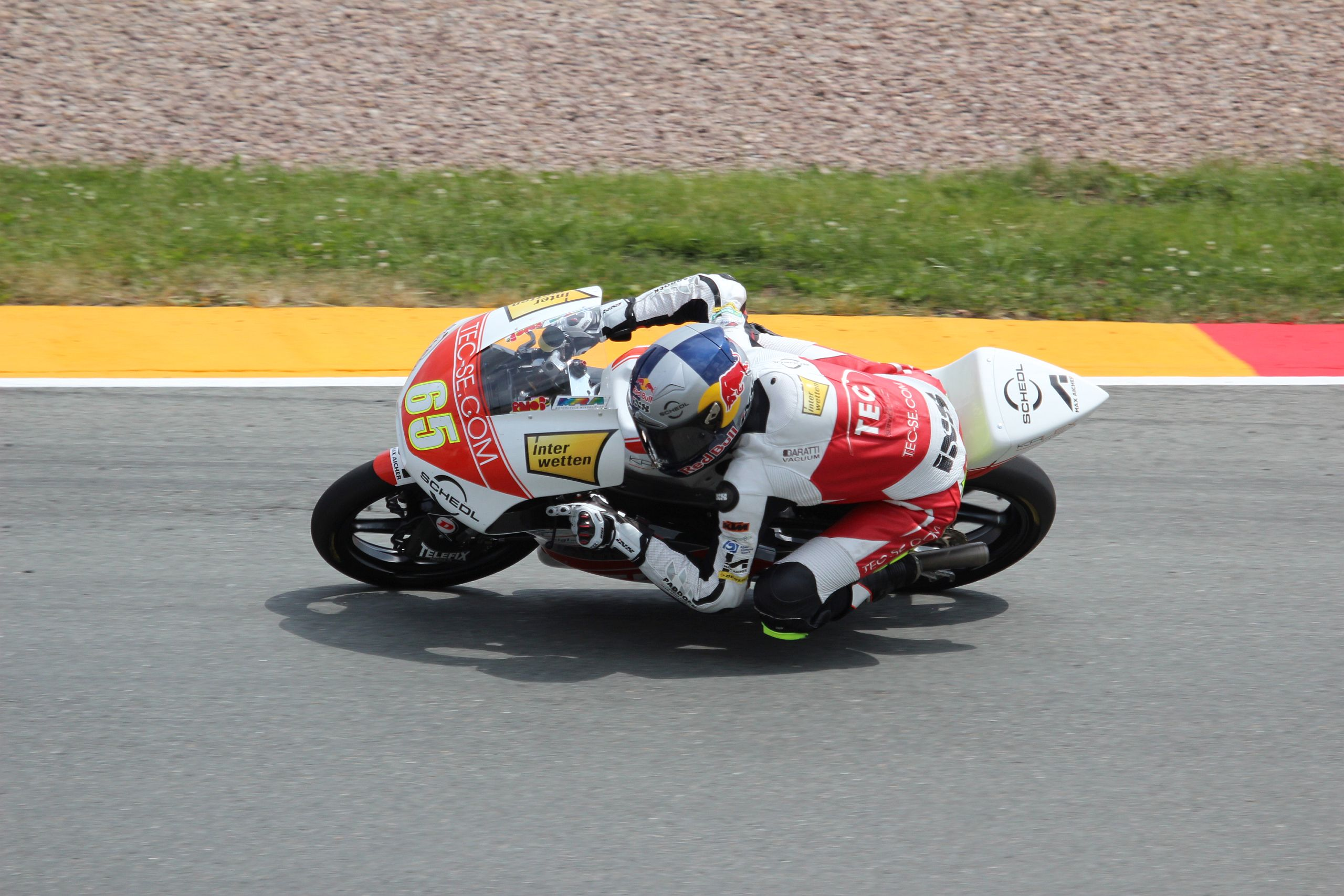
Philipp Öttl op de Sachsenring in 2013.

Philipp Öttl (Bad Reichenhall, 3 mei 1996) is een Duits motorcoureur. Hij is de zoon van voormalig Grand Prix-winnaar Peter Öttl.

## Carrière
Öttl begon zijn motorsportcarrière in 2005 in de Duitse Supermoto Cup en werd tweede met vijf overwinningen. In 2007 kwam hij uit in het Oostenrijkse Junior Supermoto-kampioenschap, waarin hij in 2008 kampioen werd met zeven zeges. Datzelfde jaar nam hij deel aan enkele races van het ADAC Mini Bike Cup als gastcoureur, waar hij vier races won. In 2009 reed hij in de ADAC Junior Cup, waarin hij met twee overwinningen tweede werd in het kampioenschap.
In 2010 maakte Öttl de overstap naar het Duits kampioenschap wegrace en werd hierin twee seizoenen op een rij vierde in de eindstand. In dezelfde periode reed hij in de FIM MotoGP Rookies Cup, waarin hij in 2010 als negentiende en in 2011 als vierde eindigde. In zijn laatste seizoen won hij twee races op het Circuito Permanente de Jerez en de Sachsenring, maar brak hij ook zijn sleutelbeen tijdens een test op diezelfde Sachsenring, waardoor hij twee races moest missen.
In 2012 reed Öttl in het Spaans kampioenschap wegrace, waarin hij vierde werd in het kampioenschap met één overwinning in de laatste race op Jerez. Dat jaar maakte hij tevens zijn debuut in de Moto3-klasse van het wereldkampioenschap wegrace met een wildcard tijdens de laatste Grand Prix in Valencia op een Kalex KTM. Hij eindigde deze race als elfde, wat hem vijf punten voor het wereldkampioenschap opleverde.
In 2013 maakte Öttl de fulltime overstap naar het wereldkampioenschap Moto3, waarin hij opnieuw reed op een Kalex KTM. Met een zesde plaats in de Grand Prix van Aragón als beste resultaat werd hij achttiende in het kampioenschap met 34 punten. In 2014 zakte hij naar de 24e plaats in het kampioenschap met 10 punten, met een twaalfde plaats in zijn thuisrace als beste resultaat.
In 2015 stapte Öttl binnen de Moto3 over naar een KTM-motor, uitkomend voor Schedl GP Racing, het team van zijn vader. In de Grand Prix van Indianapolis, die gekenmerkt was door hevige regenval, behaalde hij zijn eerste podium in het wereldkampioenschap met een derde plaats. Met 73 punten werd hij vijftiende in de eindstand.
In 2016 behaalde Öttl tijdens de Grand Prix van de Amerika's 2016 zijn eerste pole position, maar werd vierde tijdens de race. Ook in de Grand Prix van Japan werd hij vierde, maar hij moest de Grand Prix van Italië dat seizoen missen vanwege een breuk in zijn rechterpols. Uiteindelijk werd hij twaalfde in het kampioenschap met 85 punten.
In 2017 behaalde Öttl zijn tweede podiumplaats in de Moto3 met een tweede positie in de Grand Prix van Oostenrijk. Daarnaast eindigde hij regelmatig in de top 10 in de races, waardoor hij tiende werd in het klassement met 105 punten. In 2018 startte hij het seizoen met veel pech, maar in de Grand Prix van Spanje wist hij te profiteren van een valpartij van drie toonaangevende coureurs om zo zijn eerste Grand Prix in het wereldkampioenschap te winnen.